# Dernau
Dernau là một đô thị thuộc huyện Ahrweiler, bang Rheinland-Pfalz, phía tây nước Đức. Đô thị Dernau có diện tích 5,72 km², dân số thời điểm ngày 31 tháng 12 năm 2006 là 1890 người.
Đô thị Dernau nằm ở thung lũng Ahr nổi tiếng với rượu vang, phần lớn là rượu vang đỏ.